# Castrillo de Cabrera
Castrillo de Cabrera – gmina w Hiszpanii, w prowincji León, w Kastylii i León, o powierzchni 115,87 km². W 2011 roku gmina liczyła 141 mieszkańców.